# Амагасаки
Амага́саки (яп. 尼崎市 Амагасаки-си) — центральный город Японии, расположенный в префектуре Хиого. Площадь города составляет 49,97 км², население — 447 512 человек (1 августа 2014), плотность населения — 8955,61 чел./км². Он был основан 1 апреля 1916 года, а статус центрального получил 1 апреля 2009 года.

## Экономика
В XX веке Амагасаки стал крупным индустриальным центром. Город входит в промышленную зону Хансин (яп. 阪神工業地帯 Хансин ко:гё: титай), ядро которой образуют города Осака, Кобе и Киото. В городе развиты чёрная металлургия, электромашиностроение, производство транспортных средств, химикатов, цемента и бумаги. Промышленные предприятия располагаются в основном на побережье Внутреннего Японского моря.

## Породнённые города
Амагасаки породнён с двумя городами:
- Аугсбург, Германия (7 апреля 1959);
- Аньшань, КНР (2 февраля 1983).

## Известные люди
В Амагасаки родился гонщик Формулы-1 Камуи Кобаяси.

## Символика
Деревом города является кизил цветущий, цветком — олеандр, а цветковым растением — бегония.